# (31944) Seyitherdem
2000 GP107 (asteroide 31944) é um asteroide da cintura principal. Possui uma excentricidade de 0.13529290 e uma inclinação de 5.67015º.
Este asteroide foi descoberto no dia 7 de abril de 2000 por LINEAR em Socorro.